# Mihaela Martin
Mihaela Martin (născută în 1959) este o violonistă de talie internațională, originară din România. Ea a colaborat cu mari orchestre, și anume Royal Philharmonic, Mozarteum Salzburg, BBC Symfony, Montreal Symfony, Gewandhause Orchestra din Leipzig, Liverpool Philharmonic Orchestra, Hollywood Bowl, Rotterdam Philharmonic Orchestra și Filarmonica "George Enescu" București, conduse sub bagheta unor renumiți dirijori, printre care Nikolaus Harnoncourt, Charles Dutoit, Kurt Masur, , Sergiu Comissiona, Cristian Badea. 
Cariera sa excepțională de violonistă este completată armonios de cea pedagogică, violonista predând din 1992 vioara la Musikhochschule (Academia de Muzică) din Köln, Germania, unde locuiește.
Cântă la o vioară construită de Giambattista Guadagnini în anul 1748.

## Biografie artistică
Mihaela a început să studieze vioara cu tatăl său la vârsta de cinci ani, iar apoi a continuat să studieze la Universitatea Națională de Muzică București cu profesorul Ștefan Gheorghiu, care, la rândul său, fusese elev al lui Eduard Caudella, George Enescu și al lui David Oistrah.
Laureată a multe concursuri internaționale, incluzând Concursul Ceaikoski de la Moscova din 1978, respectiv cele din Bruxelles, Indianapolis , Indiana (din Statele Unite), Montreal (din Canada), Sion (din Elveția), Mihaela Martin a debutat ulterior concertistic la Carnegie Hall și la US Congress Library, de unde a primit calificative maxime.  Au urmat numeroase concerte în Belgia, Coreea de Sud, Germania, Italia, Japonia, Noua Zeelandă, Rusia, Suedia și în multe alte țări.
În 2003 a înființat cvartetul Michelangelo, împreună cu Daniel Austrich, Nobuko Imai și Frans Helmerson.